# Egola
Der Egola ist ein 33 km langer Nebenfluss des Arno in der Toskana, der als Torrente klassifiziert ist. Er liegt in der Metropolitanstadt Florenz und der Provinz Pisa und durchfließt diese von Süd nach Nord.

## Verlauf
Der Egola (früher Evola und Ebula genannt) entspringt im südwestlichen Gemeindegebiet von Gambassi Terme am Berg Monte del Cornicchio bei Castagno und verbleibt in der Gemeinde Gambassi Terme für 4 km. Danach umfließt er westlich Montaione und erreicht dessen Ortsteil Alberi bei 100 Höhenmeter. Im Gemeindegebiet von Montaione verbringt er insgesamt 15 km, danach wechselt er von der Metropolitanstadt Florenz in die Provinz Pisa, wo er ins Ortsgebiet von San Miniato eintritt und insgesamt 15 km verbleibt. Hier passiert er zunächst den Ortsteil Corazzano (54 m) und dann den Ortsteil Ponte a Egola (29 m), wobei er den Hauptort San Miniato westlich umfließt. Wenige Meter später fließt er von links in den Arno ein, wobei er kurz die Gemeinde Fucecchio berührt.

## Bilder

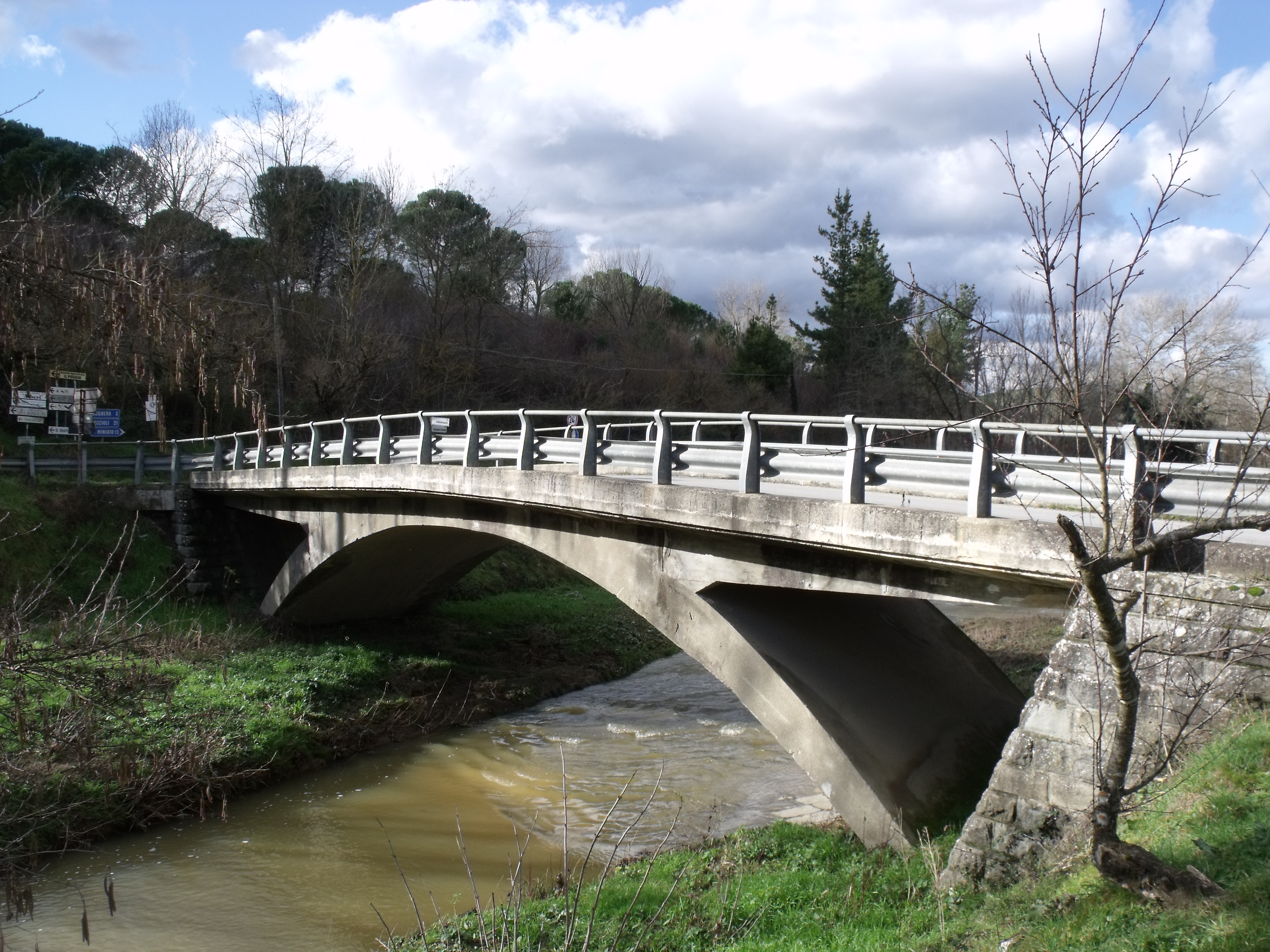
Der Egola an der Brücke bei Alberi, Ortsteil von Montaione
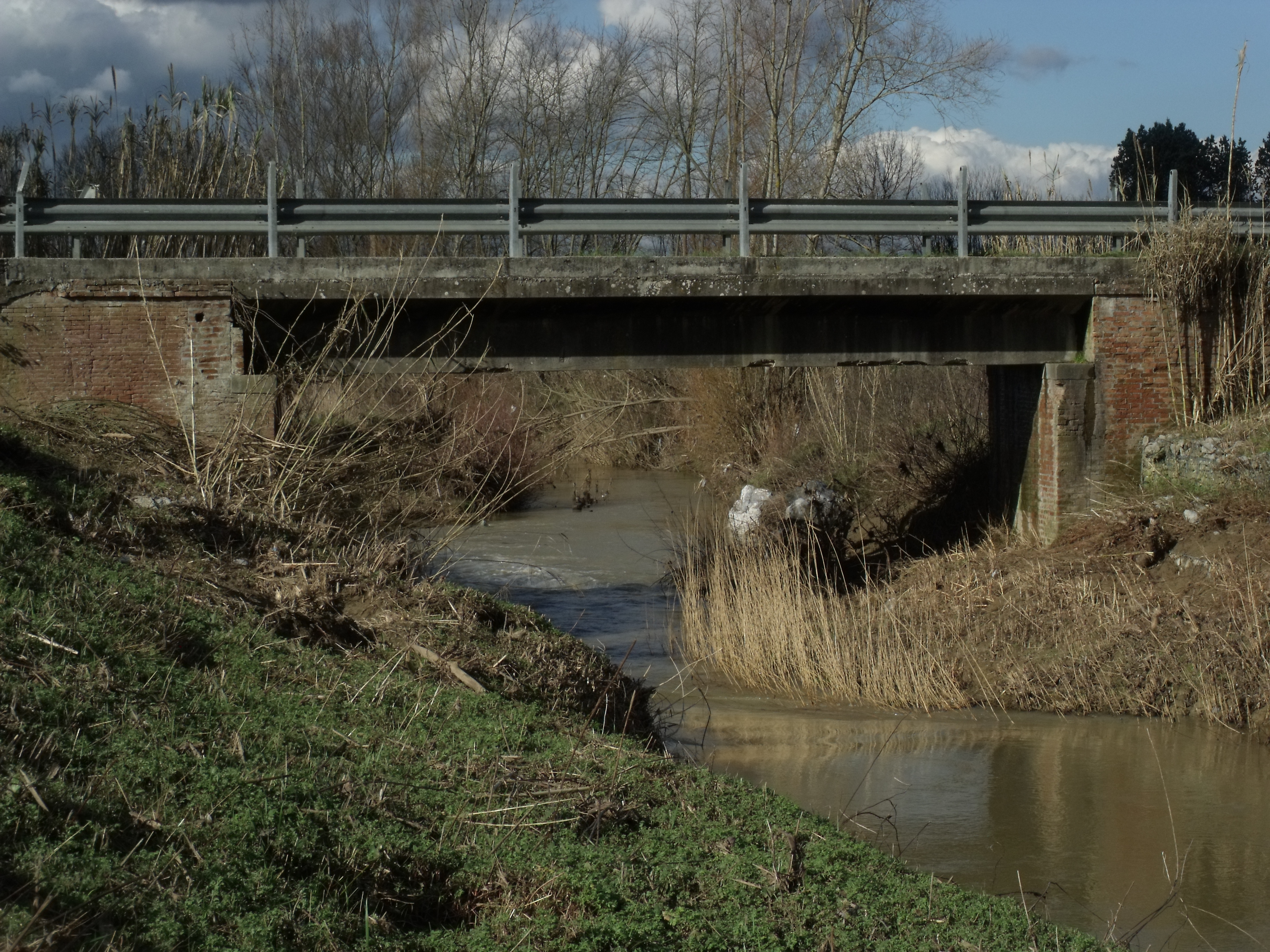
Der Egola im Gemeindegebiet von San Miniato nahe Pelagio und Molino d’Egola
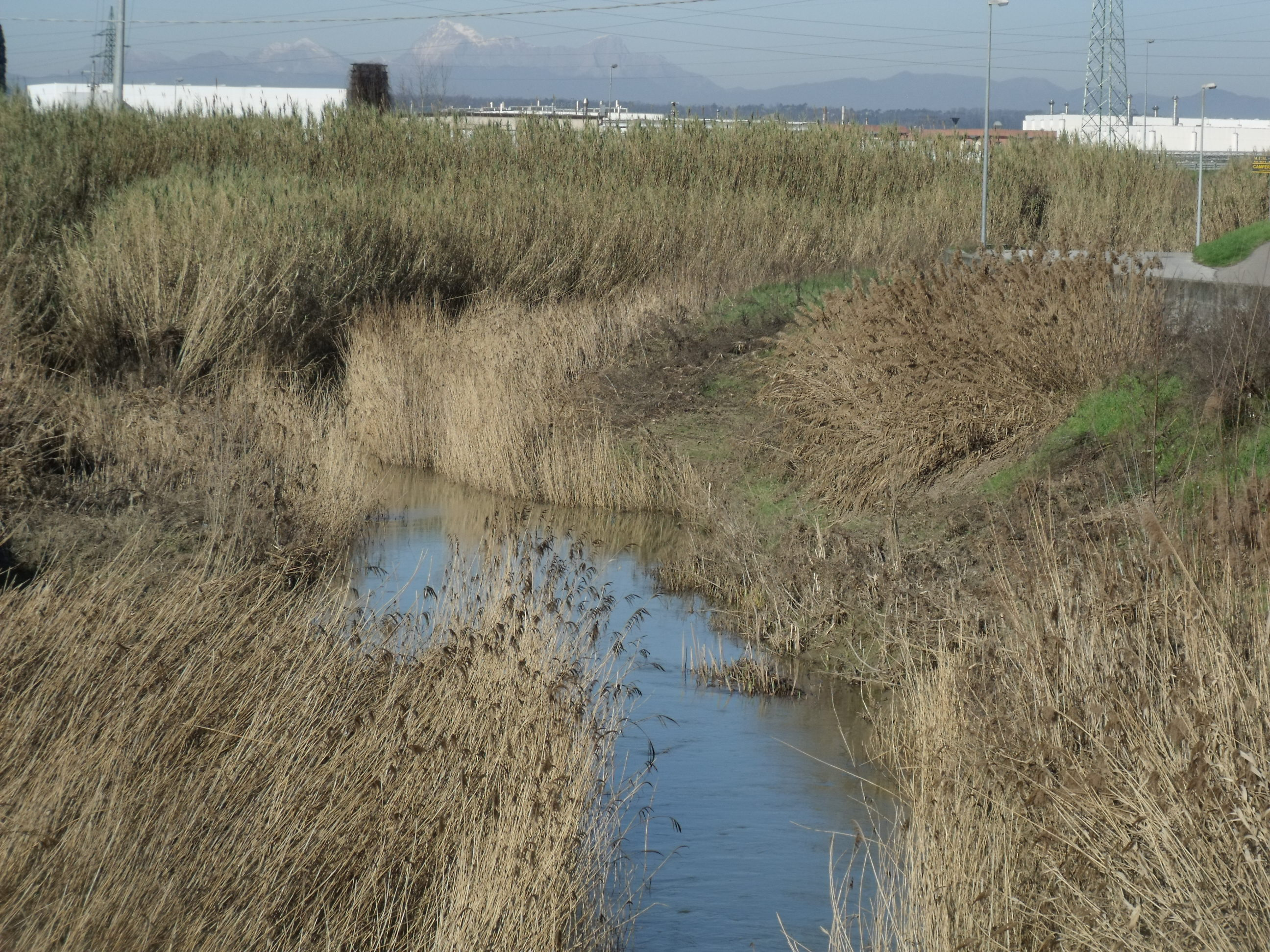
Der Egola nach Ponte a Egola (Ortsteil von San Miniato)